# Kryoskopische Konstante

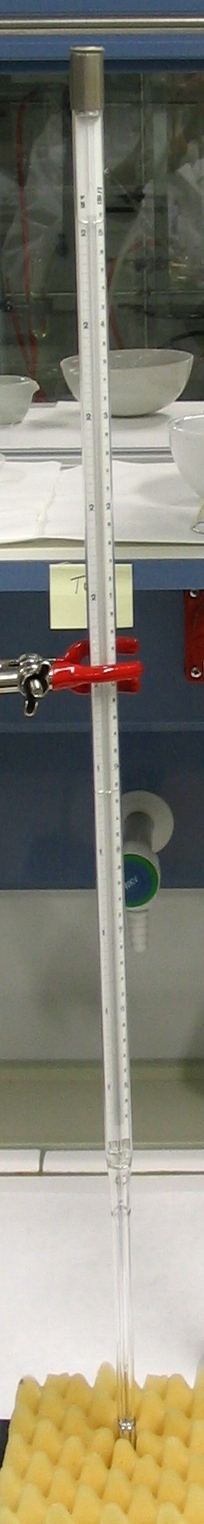
Absolutes Beckmann-Thermometer

Die kryoskopische Konstante {\displaystyle E_{n}} (von Kryoskopie, s. u.) ist eine Messgröße aus der physikalischen Chemie. Sie gibt an, um welche Temperatur (in Kelvin) sich der Schmelzpunkt einer Lösung gegenüber dem des reinen Lösemittels verringert (Schmelzpunkts- bzw. Gefrierpunktserniedrigung), wenn man 1 mol einer nicht flüchtigen Substanz in 1 kg des reinen Lösemittels löst.
Die kryoskopische Konstante lässt sich nach folgender Formel berechnen:
{\displaystyle E_{n}={\frac {M_{n}\cdot R\cdot T^{2}}{\Delta H_{\text{m,fus}}}}}
- {\displaystyle M_{n}}: molare Masse des Lösungsmittels
- {\displaystyle R}: universelle Gaskonstante
- {\displaystyle T}: Schmelztemperatur bei gegebenem Druck
- {\displaystyle \Delta H_{\text{m,fus}}}: molare Schmelzenthalpie

## Einige Werte
| Lösungsmittel    | Gefrierpunkt in °C | Kryoskopische Konstante in K·kg·mol−1 |
| ---------------- | ------------------ | ------------------------------------- |
| Wasser           | 0                  | −1,853                                |
| Naphthalin       | 80,2               | −6,80                                 |
| Chloroform       | −63,5              | −4,68                                 |
| Benzol           | 5,5                | −5,12                                 |
| Campher          | 179                | −39,7                                 |
| Ethanol          | −114,6             | −1,99                                 |
| Cyclohexan       | 6,4                | −20,2                                 |
| Tetrachlormethan | −23                | −30                                   |
| Tetrabrommethan  | 90,1               | −80                                   |

## Anwendung
Über die kryoskopische Konstante lässt sich durch Kryoskopie (etwa nach Beckmann unter Verwendung eines Beckmann-Thermometers) die molare Masse eines löslichen Stoffes aus der Gefrierpunktserniedrigung bestimmen.